# Ejército Guerrillero del Pueblo Gallego Libre
El Ejército Guerrillero del Pueblo Gallego Libre (en gallego: Exército Guerrilheiro do Povo Galego Ceive, EGPGC) fue un grupo terrorista gallego marxista-leninista cuyo objetivo era la independencia de Galicia como un Estado socialista, a la que anexionaría ciertas zonas de la provincia de León. Fue fundada principalmente por miembros de Galiza Ceive-OLN.
El EGPGC estuvo operativo entre 1986 y 1991, tiempo durante el cual llevaron a cabo un total de 90 atentados con daños materiales y personales, incluyendo objetivos principalmente empresariales, pero también militares, políticos y civiles, y multitud de acciones de aprovisionamiento.
Según la Policía Nacional, desde 1987 hasta 1993 el EGPGC mató a dos personas e hirió a 48.

## Historia

### 1986: fundación
El EGPGC fue fundado en 1986 por militantes de dos organizaciones del nacionalismo gallego de tendencia socialista: Galiza Ceive-OLN y el Partido Comunista de Liberación Nacional (PCLN), una escisión de la Unión do Povo Galego (UPG) creada a raíz de que, en el V Congreso de la UPG, la organización decidiera aceptar la Constitución Española de 1978 y el abandono de la lucha armada. El principal líder del EGPGC, Antón Arias Curto, provenía de una organización armada previa, llamada Loita Armada Revolucionaria (LAR), activa entre 1978 y 1980.

### 1987: inicio de la actividad terrorista
La primera acción del EGPGC tuvo lugar en enero de 1987 y consistió en el robo de dinamita de las minas de Puentes de García Rodríguez. Esta dinamita fue usada en siete bombas que fueron colocadas en diversas sucursales bancarias el 5 de febrero de ese mismo año. Los ataques fueron reivindicados en Radio Galicia como muestra de apoyo a los tres militantes independentistas que estaban siendo juzgados en el Tribunal Provincial de La Coruña esa mañana: Manuel Chao Dobarro, Jaime Castro Leal y José Manuel Sanmartín Bouza. Los fiscales pidieron para ellos 15 años de prisión por robo frustrado, posesión ilegal de armas e intercambio de matrículas de vehículos.
El 1 de mayo de ese año, el EGPGC atacó de nuevo con 8 bombas en sucursales bancarias de La Coruña, Santiago de Compostela, Vigo, Betanzos y Puentes de García Rodríguez, causando serios daños materiales. El ataque fue reivindicado por el grupo dos días después. El 12 de noviembre, el EGPGC voló una torre de alta tensión en San Pedro de Matamá (Vigo). Otra bomba contra una infraestructura similar fue colocada dos días después en Lugo. El 17 de diciembre, el EGPGC colocó una bomba en la Delegación del Gobierno en La Coruña, así como otro artefacto explosivo en Ferrol. El año de 1988 continuó con la línea de los ataques sobre los intereses bancarios en Galicia.

### 1988: objetivo FCSE y Manuel Fraga
En la primavera de 1988 el EGPGC abrió otra línea de objetivos para sus acciones terroristas. Sin abandonar los ataques contra bancos e instalaciones industriales, en marzo de ese año el grupo redirigió sus ataques contra las Fuerzas y Cuerpos de Seguridad del Estado. El 9 y 14 de marzo de ese año el EGPGC atacó diferentes vehículos de las FCSE, destruyendo varios vehículos de la Guardia Civil en Santiago de Compostela y otro del Cuerpo Nacional de Policía en Vigo. En la noche del día 14 fue atacada una torre de suministro eléctrico en Castro Caldelas. Debido al uso de explosivos portugueses en esos ataques, la Policía española consideró que el EGPGC mantenía contactos con el grupo terrorista portugués Fuerzas Populares 25 de Abril (FP-25), dirigido por Otelo Saraiva de Carvalho - veterano militar izquierdista de la Revolución de los Claveles. El 30 de abril de 1988 el EGPGC atentó contra dos compañías químicas en Pontevedra: ENCE y ELNOSA. Los ataques fueron motivados por la oposición social a estas plantas debido al continuo y descontrolado vertido de residuos en la Ría de Pontevedra, llegando a paralizar las industrias mencionadas durante 2 días.
El día 27 del mismo mes, el EGPGC llevó a cabo uno de sus más importantes ataques destruyendo la residencia de verano de Manuel Fraga Iribarne, antiguo Ministro de Información y Turismo (1962-1969) durante la dictadura de Francisco Franco, miembro del Parlamento Europeo por Alianza Popular (AP), y solo dos años después sería elegido presidente de la Junta de Galicia. Aquella fue la primera y única acción del EGPGC contra un dirigente político. El ataque causó también interés y preocupación en la prensa española, hasta entonces mucho más preocupada por la actividad de ETA. La coincidencia del ataque contra Fraga con el asesinato del empresario coruñés Claudio San Martín por parte de los GRAPO, otra organización terrorista de extrema izquierda, hizo especular a la prensa sobre la posibilidad de una intensa relación entre los GRAPO y el EGPGC, lo que fue más tarde descartado por la Policía. Durante las elecciones al Parlamento de Galicia de 1989, Fraga culpó al PSOE por la situación de violencia política en Galicia causada por los GRAPO y el EGPGC.

### Primeras detenciones
Las primeras detenciones ocurrieron el 29 de mayo de 1988. La Guardia Civil detuvo a seis personas en Castro Caldelas. Entre ellos estaba Antón Arias Curto, principal líder del EGPGC; Miguel Anxo Campuzano, líder sindical y secretario general de la unión de pescadores de la Intersindical Nacional dos Traballadores Galegos (INTG) o Susana Maria Lopes Pongas, quien fue acusada de pertenecer a las FP-25 en Portugal.
Al día siguiente, la Guardia Civil arrestó a otras 4 personas. El gobernador civil de La Coruña afirmó que él consideraba que el EGPGC estaba "desarticulado". Sin embargo, una llamada telefónica a nombre del EGPGC dirigida a Radio Galicia aseguró que la estructura del grupo había quedado "intacta". Tras las detenciones, los líderes de todos los partidos nacionalistas rechazaron al EGPGC, con la excepción del Partido Comunista de Liberación Nacional (PCLN). Más tarde, el 31 de mayo, otro supuesto miembro del EGPGC fue detenido. Los miembros del grupo denunciaron torturas por parte de las FCSE, lo que llevó al Partido Socialista Galego-Esquerda Galega (PSG-EG) y al Bloque Nacionalista Galego (BNG) a denunciar dichas torturas y a demandar un tratamiento decente para los detenidos. Dos de los arrestados fueron puestos posteriormente en libertad sin cargos, mientras el resto fueron enviados a prisión y dispersados. Todos ellos, con la excepción de Manuel Campuzano, reconocieron ser miembros del EGPGC.
Como respuesta a este proceso, el EGPGC explotó un coche bomba en la comisaría de Orense, dejando a un agente herido. Al día siguiente, los miembros del EGPGC en prisión comenzaron una huelga de hambre para protestar "contra la dispersión y el aislamiento". Debido a esta huelga los 11 presos del EGPGC fueron reubicados en la prisión de Alcalá Meco (Madrid). El 25 de julio de ese año]], más de 100 personas acudieron a celebrar el Día Nacional de Galicia como denuncia por las condiciones de salud de los presos del EGPGC. El 9 de agosto, el EGPGC realizó un atentado con bomba contra la estatua de Francisco Franco en Ferrol.

### Manifiesto "Nova Poesía Galega": búsqueda de apoyos sociales
El 31 de agosto de 1988 el EGPGC hizo público un manifiesto con el título de "Nova Poesía Galega" (Nueva Poesía Gallega), donde anuncia sus objetivos en compañías extranjeras, entidades que manufacturan productos nocivos en Galicia, narcotraficantes, beneficiarios de la madera quemada en las colinas durante los recurrentes incendios veraniegos en Galicia, y contra la simbología franquista mantenida desde la muerte de Franco. El EGPGC rechazaba, sin embargo, la "confrontación directa" contra las "fuerzas de ocupación".

### Nueva ofensiva y nuevas detenciones
Pese al significativo número de miembros del EGPGC que se encontraba en prisión, las acciones del grupo terrorista continuaron dirigiéndose contra sus objetivos habituales, causando solamente daños materiales. Solo una semana después de enviar su primer comunicado, el EGPGC explotó 7 bombas en Santiago de Compostela, La Coruña, Ferrol y Vigo contra sucursales bancarias y la compañía eléctrica Unión Fenosa.
La decisión de no atacar vidas humanas o la integridad física constituyó uno de los hechos diferenciales del EGPGC respecto a otros grupos similares contemporáneos, como los GRAPO, ETA en el País Vasco o Terra Lliure en Cataluña. En esta línea, el líder del grupo Arias Curto aseguró que el EGPGC no pretendía arrebatar vidas humanas.

### 1989: atentado mortal contra la Guardia Civil en Irijoa
El 2 de febrero de 1989 el EGPGC realizó, sin embargo, un importante salto cualitativo: un comando formado por 4 militantes atacó a dos agentes de la Guardia Civil en el municipio de Irijoa. Uno de los agentes murió y el otro resultó gravemente herido. Minutos después, dos de los cuatro miembros del comando fueron arrestados por la Guardia Civil en las proximidades del lugar, mientras los otros dos se las arreglaron para escapar. Esta fue la primera vez que una persona resultó muerta en un ataque terrorista del EGPGC. Dos días después de los eventos, Josefa Rodríguez Porca fue detenida en La Coruña, acusada de ser la líder del comando de Irijoa. Como resultado del tiroteo, un total de ocho personas fueron encarceladas y enviadas a una cárcel en Madrid. Una de estas personas, Ramón Piñeiro, miembro del sindicato nacionalista INTG, dijo que la muerte ocurrió "de manera aleatoria" y que la meta de la operación no era asesinar al agente, sino robar sus armas. Todos los detenidos denunciaron torturas por parte de la Guardia Civil, incluido Francisco Niño y algunos de los otros detenidos que negaron ser parte del EGPGC.
La prensa especuló acerca del salto cualitativo del EGPGC, alegando que respondía a una infiltración de miembros de los GRAPO en la organización, hipótesis que fue rechazada por las autoridades. Al poco tiempo, el EGPGC atentó de nuevo con un bomba, esta vez contra una comisaría en Vigo. El EGPGC continuó, en efecto, atacando instalaciones industriales y el 18 de diciembre hizo explotar una bomba en una torre eléctrica cerca de la fábrica de aluminio de Cervo (Lugo), donde fueron reubicados los productos tóxicos recuperados del barco "Casón" (hundido en la Costa de la Muerte), lo que produjo un gran conflicto social en la zona.

### 1990: ataques al narcotráfico y atentado mortal de Clangor
Desde 1990, el EGPGC comenzó a atacar a narcotraficantes y conocidos vendedores de droga a pequeña escala. El 6 de febrero, la Policía desactivó una bomba colocada en el coche de un "camello" en La Coruña que estaba vinculado al lavado de dinero procedente del narcotráfico. El grupo continuó atacando los intereses de compañías extranjeras en Galicia. Al comienzo de junio de ese año, coincidiendo con los juicios de varios militantes de la organización, el EGPGC atacó instalaciones de Unión Fenosa y Telefónica en Dozón y Orense, respectivamente. En la mañana del 2 de julio, el EGPGC atacó un banco en Cerceda y dos oficinas del INEM en La Coruña y Ferrol.
El grupo volvió a actuar  el 11 de octubre de 1990: una bomba en la discoteca Clangor de Santiago de Compostela que debía haber explotado cuando el local estuviera vacío, fue accidentalmente activada de forma prematura causando heridas de diversa gravedad a 49 personas y la muerte de 3 personas, incluyendo dos terroristas del comando del EGPGC que estaba colocando la bomba en la discoteca, . Este ataque llevó a una amplia condena de las acciones del EGPGC y a una caída pronunciada en la popularidad del grupo. De forma simultánea, se explotaron otras bombas en el área de Arosa, causando daños en la propiedad de tiendas vinculadas al tráfico de drogas en Villanueva de Arosa, Villagarcía de Arosa y Pontevedra. Tras el ataque, el EGPGC expresó que las muertes habían sido un "error humano" y que "comprendía y sentía el dolor de esos actos". El grupo también continuó atacando instalaciones industriales: el 1 de marzo de 1991 fueron destruidas 5 torres de electricidad en El Bierzo (Provincia de León); el 10 de julio fueron colocados explosivos en la ENCE de Pontevedra. El 13 de julio fueron atacadas dos torres eléctricas en Ferrolterra, dejando a aproximadamente 300.000 personas sin electricidad.

### 1991: desmantelamiento
De acuerdo a informaciones policiales en 1991, el liderazgo del EGPGC tenía su base en Portugal, incluyendo a su último líder Manuel Chao Dobarro, quien estaba al frente de la organización desde 1988, tras el encarcelamiento de Arias Curto. El EGPGC no había actuado desde julio de 1990, y estaba muy debilitado tras las detenciones y la pérdida de prestigio social debido al atentado de Clangor. Una parte de la organización continuó abogando por la práctica del terrorismo, dirigida por Chao Dobarro desde territorio portugués. El 21 de septiembre de 1991 la Policía Nacional detuvo a Manuel Chao y otros miembros del EGPGC en la frontera franco-española de Cataluña, desmantelando de facto la organización terrorista. La ola de detenciones continuó y el 19 de noviembre otras ocho personas vinculadas a la Assembleia do Povo Unido (APU) fueron arrestadas.
Pese a todo esto, algunos miembros y exmiembros del EGPGC fueron arrestados años después, en 1998, 2002 y 2015. La Guardia Civil considera a la organización terrorista Resistência Galega como la heredera del EGPGC.